# Взрывные котята
«Взрывные котята» (англ. Exploding Kittens) — карточная игра, создателями которой являются главный дизайнер Xbox Илан Ли, создатель комикса The Oatmeal Мэттью Инман и художник MARVEL и Xbox Шейн Смолл. Она представляет собой высоко стратегическую версию русской рулетки, наполненную котятами вместо патронов.
Игроки по очереди вытягивают карты из колоды, от чего зависит исход игры: можно взорваться и выбыть, но есть выход — использовать карты и их комбинации, чтобы избежать проигрыша.
20 февраля 2015 года карточная игра «Взрывные котята» стала самым финансируемым проектом за историю Kickstarter, собрав взносы от 219 382 человек, а также игрой, собравшей самую большую сумму денег — 8 782 571 долларов.
Доставка игры инвесторам проекта началась в конце июля 2015 года. В сентябре 2015 года игровые наборы были отправлены всем, кто финансово поддержал проект на Kickstarter.
Первый игровой тест «Взрывных котят» был опубликован на Youtube компанией Smosh Games 13 февраля 2015 года, которая стала обладателем первой колоды карт.

## История
Изначально версия игры была выложена на краудфандинговую платформу Kickstarter вместе с видео, объясняющим суть игры, с целью сбора $10 000 с 20 января 2015 года по 20 февраля 2015 года для реализации проекта.
Однако это сумма была собрана менее чем за 20 минут. Спустя час проект был профинансирован на 1000 процентов.
За несколько дней сумма полученных средств составила более 4 миллионов долларов. За 30 дней проект собрал 8,8 миллионов долларов от 219 тысяч пользователей.
Минимальный размер пожертвования составлял 20 долларов, за что взамен отправитель получал набор игры. Пожертвовавшим 35 долларов, бонусом к игре шёл дополнительный набор «для взрослых», включавший карточки с весёлыми картинками и фразами котят, не совсем подходящих для детей. Внесшим 100 долларов, создатели отправляли 2 оригинальных набора и 2 «взрослых», где 1 комплект был подписан разработчиками игры. За вклад в 500 долларов отправитель получал уникальный набор с 2 подписанными играми, 2 неподписанными играми, а также 3 карточки, лично нарисованные разработчиками.
Сбор средств продлился до середины февраля. Карточная игра про взрывающихся котят стала самым успешным проектом в истории Kickstarter.

## Правила игры
Изначально из колоды убираются все карты «Взрывных котят» и «Обезвредить». Далее колода перемешивается, после чего каждому игроку в закрытом виде раздаётся по 7 карт плюс 1 карта «Обезвредить», чтобы у всех игроков на руках было по 8 карт. Затем карты «Взрывных котят» замешиваются обратно в колоду (на 1 карту меньше, чем количество игроков). Оставшиеся карты «Обезвредить» также замешиваются обратно в колоду.
Колода перемешивается и кладётся лицевой стороной вниз. Первый игрок определяется совместно, далее ход передаётся по часовой стрелке.
Каждый участник может сыграть за ход столько карт, которые есть у него на руках, сколько захочет, либо спасовать. В конце хода нужно взять верхнюю карту из колоды на руку.
В итоге побеждает тот, кто не взорвался на котёнке.
Список карт:
- Взрывной котёнок: Взрывает игрока, который вытянул ее.
- Обезвредить: Позволяет игроку, который вытянул «Взрывного котёнка», избежать проигрыша — сыграть эту карту, поместив её в стопку сброса, а «Взрывного котёнка» обратно в любое место колоды, не меняя порядок остальных карт и не глядя на них (место может быть оставлено в секрете).
- Неть: Отменяет действие любой карты, кроме «Обезвредить» и «Взрывного котёнка». «Неть» может быть сыграна любым игроком в любое время. «Неть» может быть отменена другой картой «Неть».
- Нападай: Немедленно завершает ход игрока, позволяет ему не брать карту и заставляет следующего совершить 2 хода. Однако следующий игрок может также сыграть карту «Нападай». Тогда его ходы немедленно завершаются, а следующий игрок должен совершить столько ходов, сколько осталось у предыдущего плюс 2 (На официальном сайте, в оригинале игры, в описании этой карты есть вариант The Nerfed Version, там суммирования не происходит, вместо этого передаётся обязанность взять 2 карты следующему игроку).
- Слиняй: Немедленно завершает ход игрока и позволяет ему не брать карту. Если «Слиняй» сыграна после «Нападай», то она завершает только 1 из 2 ходов.
- Подлижись: Заставляет другого игрока отдать одну карту по его выбору тому, кто использовал эту карту.
- Затасуй: Позволяет перемешать колоду.
- Подсмотри грядущее: Позволяет игроку посмотреть 3 верхние карты в колоде, не показывая другим игрокам.
- Кошкокарты: Сами по себе они бесполезны, однако если игрок собрал 2 одинаковые «Кошкокарты», то он может сыграть их как пару, чтобы украсть случайную карту у любого игрока. Если игрок собрал 3 одинаковые карты, то он может попросить у любого игрока определённую карту. Если игрок собрал 5 разных карт, он может выбрать любую карту в стопке сброса и забрать её себе.

На официальном сайте игры представлено 4-минутное видео на английском языке, в котором объясняются суть и правила игры, а также описывается пример партии.

## В массовой культуре
На сегодняшний день Взрывные котята остаются на верхних позициях рейтинга на Kickstarter. Проект занимает 1 место среди всех категорий по количеству людей, профинансировавших проект, и 2 место среди самых финансируемых игр.
Из-за роста популярности, взрывные котята были переведены на более, чем 20 языков: арабский, болгарский, чешский, датский, немецкий, греческий, испанский, французский, китайский, иврит, исландский, итальянский, японский, корейский, литовский, румынский, венгерский, голландский, норвежский, польский, португальский, русский, украинский, финский, шведский и тайский.

## Мобильная версия игры
В январе 2016 года на платформе IOS вышла многопользовательская версия игры, в которой были представлены новые карточки, отсутствующие в настольной версии игры.
За один день игра заняла первое место в App Store среди платных приложений.
В апреле 2016 года Взрывные котята стали доступны для Android, став кроссплатформенной игрой. Мобильная версия даёт возможность играть не только с друзьями, но и с другими пользователями приложения.

## Дополнения к игре
В октябре 2016 года было выпущено первое дополнение к игре «Imploding kittens». Оно включало в себя 20 новых карточек и увеличивало количество игроков от 5 до 6.
В июле 2017 года вышло дополнение к игре «Взрывные котята» — «Party version», в котором был представлен по-новому сформированный набор карт. Он увеличил максимальное количество участников с 5 в оригинальной версии до 10. Дополнение было внесено компанией Target в топ-50 самых эксклюзивных игр.
В июле 2018 года было объявлено о выпуске расширения «Steaking Kittens». Оно включает в себя 15 новых карточек.

## Участие в мероприятиях
Ежегодно Взрывные котята участвуют в комиконах, проходящих в США. Среди них Comic Con 2016, Gen Con 2016, 2017, 2019, PAX WEST 2016, 2017, WonderCon 2019.
В 2020 году создатели «Взрывных котят» планируют провести мероприятие «Burning Cat» в Орегоне.

Burning Cat — это мероприятие для людей, которые устали сидеть перед экранами телефонов и хотят повеселиться в реальной жизни.
Оригинальный текст (англ.)Burning Cat is an event for people who are tired of screens and want to have fun face-to-face.
— Создатели «Взрывных котят»
Стремление отвлечь людей от телефонов и вернуть к живому общению было основной идеей при создании карточной игры «Взрывные котята».